# High Voltage (álbum de 1976)
High Voltage é o terceiro álbum de estúdio (e o primeiro internacional) da banda de rock australiana AC/DC. O álbum, lançado em 30 de abril de 1976, juntava músicas do High Voltage original e do T.N.T., discos que só foram distribuídos em solo australiano. Foi reeditado em 2003 como parte do conjunto de disco remasterizados da banda.

## Lista de faixas
Todas as músicas foram compostas por Angus Young, Malcolm Young, e Bon Scott, excepto onde anotado.
1. "It's a Long Way to the Top (If You Wanna Rock 'n' Roll)" – 5:15
2. "Rock 'n' Roll Singer" – 5:03
3. "The Jack" – 5:52
4. "Live Wire" – 5:49
5. "T.N.T." – 3:34
6. "Can I Sit Next to You Girl" (Young, Young) – 4:11
7. "Little Lover" – 5:39
8. "She's Got Balls" – 4:51
9. "High Voltage" – 4:14

## Paradas musicais
| País/Parada (1982–2015)        | Melhor posição |
| ------------------------------ | -------------- |
| Estados Unidos (Billboard 200) | 146            |
| Espanha (PROMUSICAE)           | 90             |
| Austrália (ARIA)               | 13             |
| Suíça (Schweizer Hitparade)    | 67             |
| Suécia (Sverigetopplistan)     | 58             |

## Créditos
- Bon Scott – Vocais
- Angus Young – Guitarra[6]
- Malcolm Young – Guitarra rítmica[7]
- Mark Evans – Baixo
- Phil Rudd – Bateria
- Harry Vanda – Produtor
- George Young – Produtor
- George Young – Baixo (faixas 7–9)
- Tony Currenti – Bateria (faixas 7–9)[8]